# Новый Быт (Селивановский район)
Новый Быт — посёлок в Селивановском районе Владимирской области России, центр Волосатовского сельского поселения.

## География
Посёлок расположен в 14 км на северо-запад от райцентра Красной Горбатки, ж/д станция Волосатая на линии Муром—Ковров.
В посёлке особенно популярен Рыковский пруд, а также ещё несколько мелких прудов.

## История
Возник в конце XIX века как посёлок при железнодорожной станции Волосатая, относился к Больше-Григоровской волости Судогодского уезда. В 1905 году в станционном посёлке с постоялыми дворами Черняева и Святова числилось 15 дворов, в деревне Рыково, располагавшейся южнее, — 75 дворов и 403 жит., в 1926 году в посёлке станции Волосатая имелось 51 хозяйство.
С 1929 года посёлок Волосатая являлся центром Волосатовского сельсовета Селивановского района. В 1965 году посёлки Волосатая и Новый Быт объединены в посёлок Новый Быт.  В 1979 году объединены деревня Волосатое озеро, посёлки Новый Быт и Красный Восход (бывшая деревня Рыково) в посёлок Новый Быт. 

## Население
| 1905 | 1926 | 2002  | 2010  | 2021  |
| ---- | ---- | ----- | ----- | ----- |
| 81   | ↗342 | ↗1336 | ↘1047 | ↗1111 |

## Инфраструктура
Действует 1 здание школы, 1 дошкольное учреждение, Дом культуры, одна библиотека, медпункт.

### Школы
Действует 1 школа — МБОУ Волосатовская СОШ.

### Дошкольное образование
В Новом Быту действует 1 детский сад «Берёзка».

## Экономика
Работают 4 продуктовых магазина и 1 магазин хозтоваров, и бытовой химии.
Деревообрабатывающее предприятие.

## Достопримечательности
В 2015 году был построен мемориал Великой Отечественной войны.  